# Luís de Camões
Luís Vaz de Camões, (AFI: /luˈiʃ vaʃ dɨ kaˈmõj̃ʃ/) talvolta riportato come Camoens (Lisbona, 1524 circa – Lisbona, 10 giugno 1580), è stato un poeta portoghese.
Considerato il principale poeta della tradizione letteraria del proprio paese, per la sua padronanza della poesia è stato paragonato a Omero, Virgilio, Cervantes, Dante e Shakespeare. Il suo lavoro più noto è il poema epico I Lusiadi (Os Lusíadas), pubblicato per la prima volta nel 1572.

## Biografia

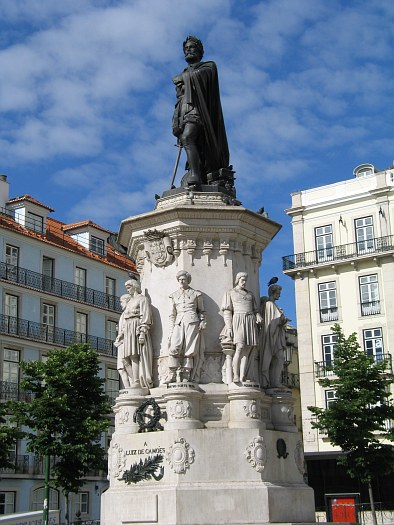
Monumento a Luís de Camões, Lisbona

Non si conoscono la data e il luogo esatti della nascita di Camões. Si pensa che fosse nato tra il 1517 e il 1525, probabilmente a Lisbona o Coimbra. Spesso si dice anche che fosse nato ad Alenquer, ma ciò è dovuto a una errata interpretazione di uno dei suoi sonetti, dove egli scrisse «[…] / Criou-me Portugal na verde e cara / pátria minha Alenquer […]» ("Mi generò il Portogallo nella verde / e cara patria mia Alenquer"). Questa frase isolata e la stesura del sonetto nella prima persona singolare hanno portato molti a pensare che qui il poeta parli di sé. Ma una lettura attenta e completa del sonetto permette di concludere che i fatti qui citati non sono associati alla vita di Camões. Camões scrisse il sonetto per un'altra persona, probabilmente un suo conoscente, morto a 25 anni, lontano dalla patria e sepolto in mare. I genitori di Camões erano Simão Vaz de Camões e Ana de Sá de Macedo. Per via paterna, Camões era pronipote del trovatore gallego Vasco Pires de Camões, e per via materna era imparentato con il navigatore Vasco da Gama. Simão Vaz abbandonò suo figlio e sua moglie per cercare fortuna in India, ma morì a Goa qualche anno dopo. La madre in seguito si risposò.
Luís seguì gli studi, forse non troppo regolarmente, al Collegio des Artes di Coimbra, dedicandosi alla filosofia ed alle lingue classiche e moderne principalmente, ed anche, seppure con minore impegno, alla geografia, alla storia ed all'astronomia. Non risulta la presenza del poeta nei registri ufficiali delle strutture scolastiche che egli frequentò, e non è certo che sia stato educato dai Domenicani anche se suo zio Bento de Camões era Priore del Monastero di Santa Cruz e Rettore dell'Università di Coimbra. In ogni caso, la cultura raffinata dei suoi scritti fa pensare all'unica Università del Portogallo di quell'epoca come luogo più probabile dei suoi studi. Tra il 1542 e il 1545 Camões visse a Lisbona, interrompendo gli studi per entrare nella corte di Giovanni III, conquistando fama di poeta e grandi onori.
Legato alla casata del Conte di Linhares, Don Francisco de Noronha, e forse precettore del figlio Don Antonio, si recò a Ceuta nel 1549 e vi restò fino al 1551. Fu un'avventura comune nella carriera militare dei due giovani, ricordata nell'elegia 'Aquela que de amor descomedido'. Durante l'assedio, perse la vista all'occhio destro per la 'fúria rara de Marte', ma continuò a combattere. Rientrato a Lisbona, riprese la vita bohémien. Si innamorò perdutamente di una dama, Caterina de Athaide, che, morta assai giovane, egli pianse per tutta la vita, benché numerose altre passioni gli accendessero il cuore negli anni successivi. Ebbe vari amori, non solo con le dame di corte ma perfino con la sorella del re Manuel I, Eleonora di Viseu. A causa di alcune sue malignità sulla vita privata del re, nel 1546 dovette lasciare la corte e ritirarsi a Ribatejo, dove scrisse versi in cui parlava del suo perduto amore e diede inizio alla sua opera immortale, Os Lusíadas (I Lusiadi). Caduto in disgrazia, fu esiliato a Constância. Non esiste però nessuna prova documentale che questo fatto sia accaduto davvero. Il giorno del Corpus Domini del 1552, durante una rissa, Camões ferì un certo Gonçalo Borges. Imprigionato e poi liberato con decreto reale di perdono del 7 marzo 1553, si imbarcò per le Indie sulla flotta di Fernão Álvares Cabral, il 24 dello stesso mese.

### In Oriente

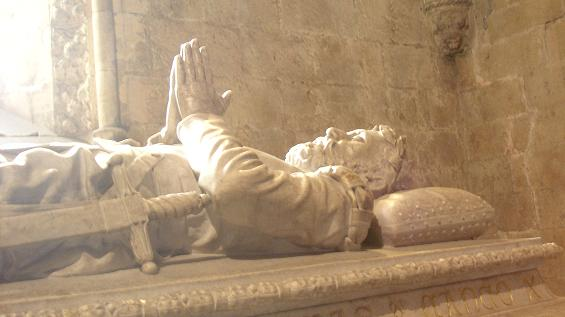
Tomba di Camões, Monastero dos Jerónimos

Nel 1555 arrivò a Goa, il centro più importante dell'India portoghese, e per due anni corse il mare partecipando ad alcune spedizioni. Il malcostume, la violenza, le prevaricazioni dei suoi connazionali lo indussero a scrivere una satira, Disparates na India (Pazzie in India), contro i governatori portoghesi, la cui ultima parte forse non è sua. Il risentimento delle pubbliche autorità lo costrinse ad allontanarsi da Goa per peregrinare in Cina, Cambogia e Macao fino al 1559, anno in cui, dopo avventurose traversie, naufragi, contrasti con i suoi connazionali, ritornò a Goa. Qui restò fino al 1567. Non si sa cosa facesse; certo è che il suo soggiorno fu sempre turbato da estrema povertà, lotte, accuse, processi. Lasciata l'India in quell'anno, spinto dal desiderio di rivedere la patria, non vi giunse che tre anni più tardi, dopo essersi fermato in Mozambico, aver sofferto malattie, disinganni e fallimenti d'ogni specie che gli piagarono l'anima.
A Lisbona si occupò subito della pubblicazione del suo grande poema. Il successo gli procurò una piccola pensione da parte del giovane re Sebastiano, che gli consentì di vivere alla meglio in mezzo alle amarezze che gli venivano dalle sue personali disgrazie e da quelle della sua patria, la cui potenza accennava a declinare. Nel 1578 infatti il Portogallo subì una disastrosa sconfitta nella Battaglia di Alcácer Quibir, in Marocco, dove il re Sebastiano fu ucciso e l'esercito portoghese fu distrutto. Le truppe spagnole erano alle porte di Lisbona quando Camões scrisse al Capitano Generale di Lamego: "Tutti vedranno che la mia patria mi fu così cara che fui contento di morire non solo in essa ma con essa". Camões morì nel giugno del 1580 all'età di 56 anni, colpito dalla peste che infieriva sulla città, e fu seppellito poveramente nella chiesa del monastero di S. Anna di Lisbona. Oggi è sepolto nella chiesa del Monastero dos Jerónimos, accanto a Vasco da Gama.

### I Lusiadi

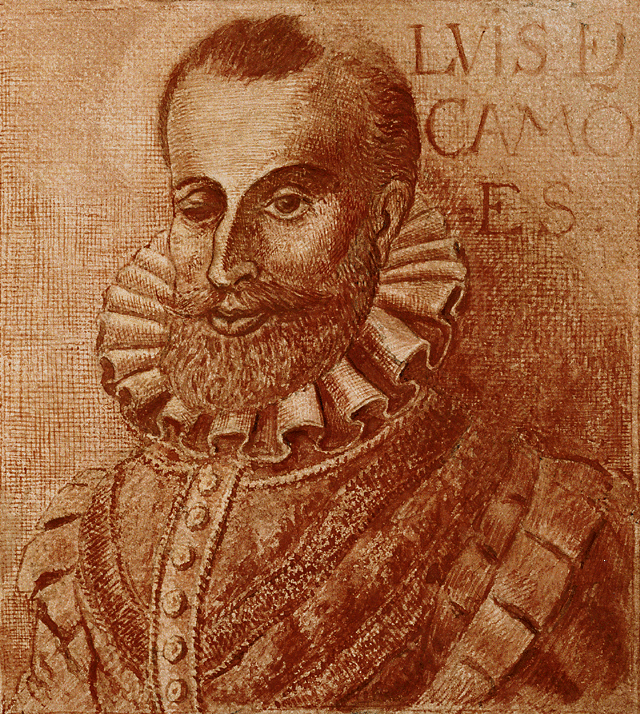
Camões, Fernão Gomes, XVII secolo.

La sua fama imperitura è legata al poema Os Lusíadas, opera in 10 canti di struttura classica. La stupenda fattura del verso, la novità e la grandiosità della materia trattata, la potenza e la semplicità dello stile fanno del poema uno dei più grandi monumenti della letteratura di tutti i tempi. L'opera celebra le conquiste del Portogallo dall'Infante Don Henrique fino all'unione dinastica con la Spagna nel 1580, conquiste che segnano la transizione dal Medio Evo all'Età Moderna. L'epopea narra la storia di Vasco de Gama e degli eroi portoghesi che navigarono fino al Capo di Buona Speranza e da lì aprirono una nuova rotta per l'India. È un'epopea umanista, anche nelle sue contraddizioni, nell'associazione di mitologia pagana a visione cristiana, nei sentimenti opposti sulla guerra e sull'impero, nel gusto del riposo e nel progetto di avventura, nell'apprezzamento del piacere e nelle esigenze di una visione eroica.

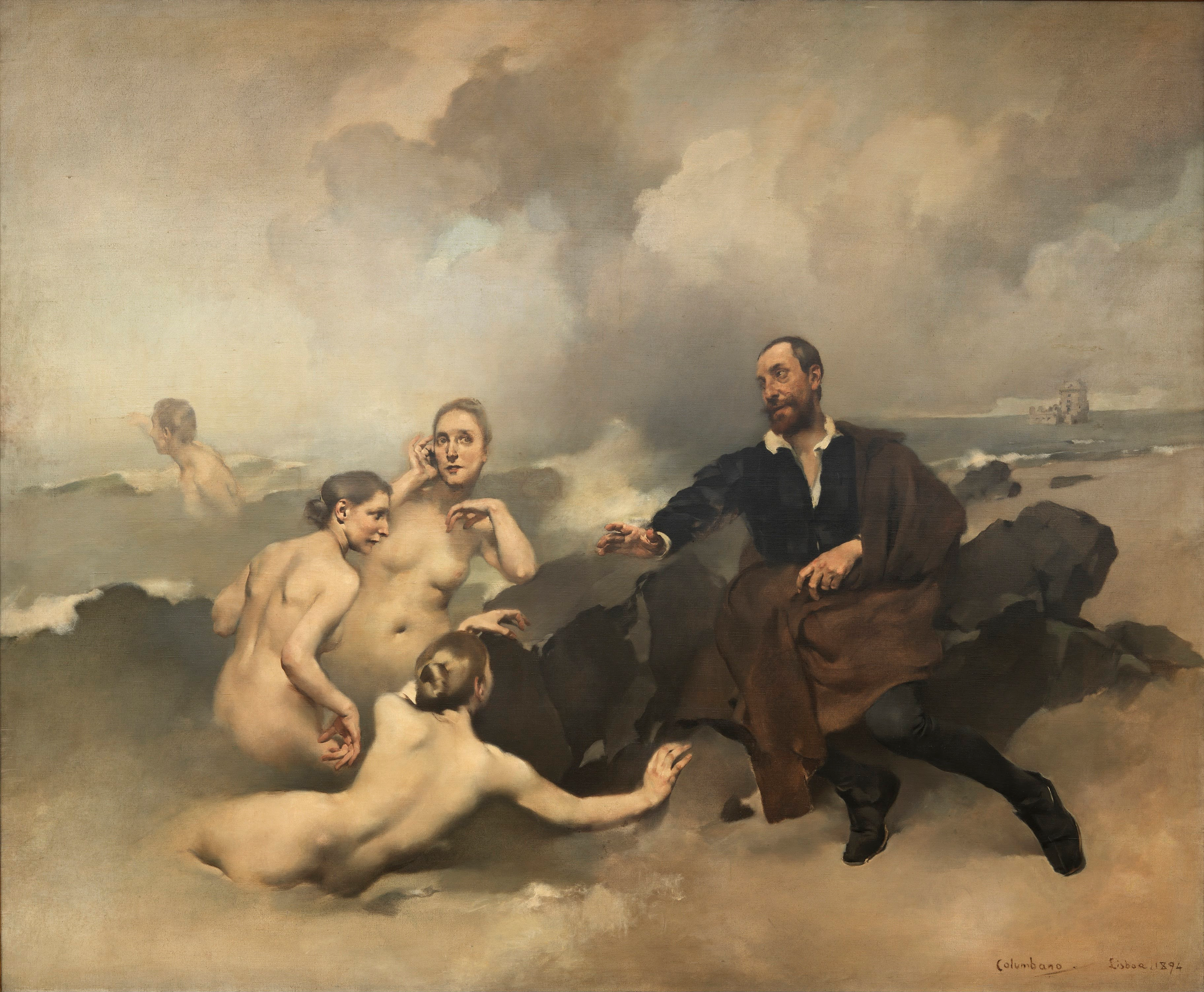
Columbano Bordalo Pinheiro, Camões e i Tagidi, 1894, Museo nazionale Grão Vasco

### Le opere liriche
Le opere liriche di Camões furono pubblicate come Rimas, non essendoci accordo tra i diversi editori circa il numero di sonetti scritti dal poeta e circa la paternità di alcuni dei componimenti. Alcuni suoi sonetti, come il famoso Amor é fogo que arde sem se ver, per l'uso audace dei paradossi, preannunciano il Barocco.
Camões compose sonetti, liriche, odi, canzoni ed ancora il Seleuco, operetta teatrale di carattere farsesco (quella che gli valse il favore del re nel 1546), l'Amphytriões, commedia al modo di Plauto, il Filodemo, commedia romanzesca, la Satira do torneo ed altre.

### Lo stile
È facile riconoscere nell'opera di Camões due stili differenti e perfino opposti: uno, lo stile delle redondilhas (composizioni in versi di 5 o 7 sillabe) e di alcuni sonetti, nella tradizione del Cancioneiro Geral di Garcia de Resende; un altro, lo stile di ispirazione latina o italiana di molti altri sonetti e delle composizioni in endecasillabi maggiori.
Il primo, lo stile ingegnoso, come appare nel Cancioneiro Geral, si manifesta soprattutto nelle composizioni costituite da motto e risposta. Il poeta deve sviluppare un motivo dato e nell'interpretazione di questo motto rivelava la sua sottigliezza e la sua immaginazione, esattamente come facevano i predicatori medioevali quando sviluppavano la frase biblica che serviva da tema al sermone. Nello sviluppo del motto c'era una preoccupazione di pseudo-rigore verbale, di precisione terminologica, cosicché gli ingegnosi paradossi e le interpretazioni fantasiose delle parole sembravano generare una specie di operazione logica.
Le opere di Camões furono divise in opere liriche e opere amorose. La più importante fra le sue opere è però il poema epico I Lusiadi.

### Attualità dell'opera di Camões
La sua attualità nella vita culturale del Portogallo è dimostrata dal fatto che sue poesie sono state musicate come fados prima da Alain Oulman (Com que voz, Error meus, Dura memoria, queste interpretate da Amalia Rodrigues) da Carlos Gonçalves (Extrato do Canto IX in Os Lusíadas) e recentemente da Custòdio Castelo (Memória de meu bem).
In suo onore è stato battezzato il cratere Camões, sulla superficie di Mercurio.

## Opere
- 1572 - I Lusiadi (testo completo)

### Liriche
- 1595 - Amor é fogo que arde sem se ver
- 1595 - Eu cantarei o amor tão docemente
- 1595 - Verdes são os campos
- 1595 - Que me quereis, perpétuas saudades?
- 1595 - Sobolos rios que vão
- 1595 - Transforma-se o amador na cousa amada
- 1595 - Mudam-se os tempos, mudam-se as vontades
- 1595 - Quem diz que Amor é falso ou enganoso
- 1595 - Sete anos de pastor Jacob servia
- 1595 - Alma minha gentil, que te partiste

### Teatro
- 1587 - Il re Seleuco
- 1587 - Filodemo
- 1587 - Anfitrione